# ジャコブソン根基

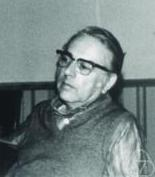
ナサン・ジャコブソン（1910–1999）

数学、より詳しくは抽象代数学の一分野である環論において、環 R のジャコブソン根基あるいはヤコブソン根基（英: Jacobson radical）とは、すべての単純右 R-加群を零化する R の元からなるイデアルである。定義において「右」の代わりに「左」としても同じイデアルが得られるので、この概念は左右対称である。環のジャコブソン根基をよく J(R) あるいは rad(R) と表すが、他の環の根基との混乱を避けるため、この記事では前者の表記を使う。ジャコブソン根基はジャコブソンにちなんで名づけられた。彼は初めてそれを任意の環について(Jacobson 1945)で研究した人である。
環のジャコブソン根基には内在的な特徴づけが数多くあり、そのいくつかは単位元をもたない環に対する定義としても採用することができる。加群の根基はジャコブソン根基の定義を加群を含むように拡張する。ジャコブソン根基は多くの環や加群の理論の結果、例えば中山の補題において、際立った役割を果たす。

## 直感的な議論
他の環の根基のように、ジャコブソン根基 は「悪い」元の集まりとして考えることができる。この場合「悪い」性質はこれらの元は環のすべての単純左・右加群を零化するということである。比較の目的のため、可換環のベキ零根基 {\displaystyle {\sqrt {0}}} を考えよう。これはすべてのベキ零元からなる。実は任意の環について、環の中心に入っているベキ零元はジャコブソン根基にも入っている。なので、可換環については、ベキ零根基はジャコブソン根基に含まれている。
ジャコブソン根基は直感的にはベキ零根基によく似ている。環論において「悪い」という意味はいくつか考えられるが、その一つは零因子であることである。それよりより広い意味での「悪い」という概念は、単元でない（乗法について可逆でない）ことである。環のジャコブソン根基は単に単元でないというよりも強い性質を満たす元からなる。これは正式な言い方ではないがジャコブソン根基は（というよりも多くの根基と呼ばれるものはというべきだが）「悪さ」の度合いについて単元でない元のうちでも「悪い」ものの集合だということができる――ある意味で、ジャコブソン根基の元は「環に内在的な」どんな加群においても「単元として振る舞っ」てはならない。正確に言えば、ジャコブソン根基の元は自然な準同型のもとで、問題の環に内在的なすべての「右可除環」（すべての非零元が右逆元をもっているような環）の零元に射影しなければならない。簡潔に言えば、それは環のすべての極大右イデアルに属していなければならない。これらの考えはもちろん不正確だが、少なくともなぜ可換環のベキ零根基がジャコブソン根基に含まれているかを説明している。
さらに単純な方法で、環のジャコブソン根基を環の「悪い元を消す」手段として考えることができる――つまり、ジャコブソン根基の元は商環 R/J(R) において 0 として振る舞う。N が可換環 R のベキ零根基であれば、商環 R/N はベキ零元をもたない。同様に任意の環 R に対して、商環は J(R/J(R)) = {0} という性質をもっており、したがってジャコブソン根基におけるすべての「悪い」元は J(R) で割ることによって取り除かれている。ジャコブソン根基やベキ零根基の元はそれゆえ 0 の一般化と見ることができる。

## 同値な特徴づけ
環のジャコブソン根基はさまざまな内在的、外在的特徴づけをもつ。

### 単位元をもつ場合
以下は単位元をもつ環 R におけるジャコブソン根基の同値な特徴づけである。
- J(R) は環のすべての極大右イデアルの共通部分に等しい。J(R) は環のすべての極大左イデアルの共通部分に等しいということもまた正しい[5]。これらの特徴づけは環に内在的である、なぜなら環の極大右イデアルを見つける必要しかないからである。例えば、環が局所環で唯一の極大 右イデアルをもっていれば、この唯一の極大右イデアルはちょうど J(R) であるので（両側）イデアルである。 極大イデアルはある意味加群の零化イデアルよりも探しやすい。しかしながらこの特徴づけは不十分である、なぜなら J(R) で機械的にやるときには役に立つことを証明しないからである。これらの2つの定義の左右の対称性は注目すべきで、様々な面白い結果がある[6][5]。この対称性は R の socle の対称性の欠如とは対照的である。というのも soc(RR) が soc(RR) に等しくないということは起こり得る。環 R が非可換であれば、J(R) は R のすべての極大両側イデアルの共通部分には必ずしも等しくない。例えば、V が体 k のコピーの可算個の直和で R = End(V) （V の k-加群としての自己準同型環）であれば、J(R) = 0 である、なぜなら R はフォン・ノイマン正則であることが知られているからだ、しかし R には有限次元の像をもつ自己準同型からなるちょうど1つの極大両側イデアルが存在する[7]。

- J(R) は R のすべての余剰右イデアルの和（または対称性によりすべての余剰左イデアルの和）に等しい。これを直前の定義と比較すると、余剰右イデアルの和は極大右イデアルの共通部分に等しい。この現象は R の右 socle に双対的に反映される。soc(RR) は極小右イデアルの和でもあり本質右イデアルの共通部分でもある。実は、これらの2つの関係は一般に加群の根基と socle に対して成り立つ。

- 導入部で定義されたように、J(R) は単純右 R-加群のすべての零化イデアルの共通部分に等しい[8]。しかし単純左加群の零化イデアルの共通部分に等しいということも正しい。単純加群の零化イデアルであるイデアルは原始イデアルとして知られているので、これはジャコブソン根基はすべての原始イデアルの共通部分であると言いかえることができる。この特徴づけは環上の加群を研究するときに役に立つ。例えば、U が右 R-加群で V が U の極大部分加群であれば、U·J(R) は V に含まれる、ただし U·J(R) は J(R) の元（「スカラー」）を U の元に右からかけたすべての積を表す。このことは商加群 U/V が単純でありしたがって J(R) によって零化されるという事実から従う。

- J(R) はすべての元が右準正則 (right quasiregular) という性質をもつ R の右イデアルで極大な唯一のものである[9][1]。 あるいは、直前の文において「右」を「左」で置き換えることができる[5]。ジャコブソン根基のこの特徴づけは計算にも直感の助けにも役立つ。さらに、この特徴づけは環上の加群を研究するときにも役立つ。中山の補題はたぶんこれの最もよく知られた例だろう。J(R) のすべての元は quasiregular であるが、すべての quasiregular な元が J(R) の元であるわけではない[1]。

- すべての quasiregular element が J(R) に入っているわけではないが、y が J(R) に入っていることと、R のすべての元 x に対して xy が left quasiregular であることが同値であることを示すことができる[10]。

- {\displaystyle J(R)} は {\displaystyle 1+RxR} のすべての元が単元であるようなすべての元 {\displaystyle x\in R} からなる集合である。{\displaystyle J(R)=\{\,x\in R\mid 1+RxR\subset R^{\times }\,\}}

### 単位元をもたない場合
単位元をもたない環 R に対しては R = J(R) であることも可能だが、J(R/J(R)) = {0} という式はなお成り立つ。以下は単位元をもたない環に対しての J(R) の同値な特徴づけである。
- left quasiregularity の概念は次のように一般化できる。R のある元 c が存在して c + a − ca = 0 となるときに R の元 a を left generalized quasiregular と呼ぶ。すると J(R) は R のすべての元 r に対して ra が left generalized quasiregular であるようなすべての元 a からなる。この定義は単位元をもつ環に対してのもとの quasiregular の定義と一致することが確かめられる。
- 単位元をもたない環に対して、左単純加群 M の定義は R•M ≠ 0 という条件を加えることで修正される。この修正をしたうえで、J(R) は単純左 R-加群のすべての零化イデアルの共通部分、あるいは単純左 R-加群が存在しないときは単に R として定義できる。単位元をもたない環で単純加群をもたないものは確かに存在する。このとき R = J(R) であり、環は radical ring と呼ばれる。generalized quasiregular を使った根基の特徴づけによって、次のことが明らかである。J(R) が零でない環があれば、J(R) は単位元をもたない環と考えて radical ring である。

## 例
- J(R) が {0} であるような環は半原始環、ときには「ジャコブソン半原始環」、と呼ばれる。任意の体、任意のフォン・ノイマン正則環、そして任意の左または右原始環のジャコブソン根基は {0} である。有理整数環のジャコブソン根基は {0} である。
- 環 Z/12Z のジャコブソン根基（合同式を見よ）は 6Z/12Z であり、これは極大イデアル 2Z/12Z と 3Z/12Z の共通部分である。
- K が体で R が K の元を成分とする n 次上三角行列の環であれば、J(R) は主対角成分が零であるようなすべての上三角行列からなる。
- K が体で R = K[[X1, ..., Xn]] が形式的冪級数環であれば、J(R) は定数項が 0 であるような冪級数からなる。より一般的に、任意の局所環のジャコブソン根基は環の唯一の極大イデアルである。
- 有限非輪状の箙 Γ と体 K から道代数 KΓ をつくる。この環のジャコブソン根基は Γ における長さ ≥ 1 のすべての道によって生成される。
- C*-環のジャコブソン根基は {0} である。これはゲルファント＝ナイマルクの定理と次の事実から従う。C*-環に対して、ヒルベルト空間上の位相的に既約な *-表現は代数的に既約であるので、その核は純代数学的な意味で原始イデアルである（C*-環のスペクトル（英語版）を見よ）。

## 性質
- R が単位的で自明環 {0} でなければ、ジャコブソン根基はつねに R とは異なる。なぜならば、単位元をもつ環はつねに極大右イデアルをもつからである。しかしながら、環論におけるいくつかの重要な定理や予想は J(R) = R のケースを考える。――「R が nil ring （つまり、その各元が冪零）であれば、多項式環 R[x] はそのジャコブソン根基に等しいだろうか？」これは未解決の Köthe 予想と同値である[12]。

- 環 R/J(R) のジャコブソン根基は零である。ジャコブソン根基が零の環は半原始環と呼ばれる。

- 環が半単純であることとアルティン環かつそのジャコブソン根基が零であることは同値である。

- f : R → S が全射環準同型であれば、f(J(R)) ⊆ J(S) である[13]。

- M が有限生成左 R-加群であって、J(R)M = M であれば、M = 0 である（中山の補題）。

- J(R) はすべての中心的冪零元を含むが、0 以外の冪等元は含まない。

- J(R) は R のすべての nil イデアル（英語版）を含む。R が左または右アルティン環であれば、J(R) は冪零イデアルである。実際はより強いことが言える。{\displaystyle \left\{0\right\}=T_{0}\subseteq T_{1}\subseteq \dotsb \subseteq T_{k}=R} が右 R-加群 R の組成列（そのような組成列は R が右アルティン的であれば確かに存在し、R が左アルティン的であれば同様の左組成列が存在する）であれば、{\displaystyle \left(J\left(R\right)\right)^{k}=0} である。（証明：組成因子 {\displaystyle T_{u}/T_{u-1}} は単純右 R-加群なので、J(R) の任意の元を右から掛けるとこれらの因子は消える。言い換えると、{\displaystyle \left(T_{u}/T_{u-1}\right)\cdot J\left(R\right)=0} であり、これから {\displaystyle T_{u}\cdot J\left(R\right)\subseteq T_{u-1}} である。したがって、i についての帰納法で、（次が意味をもつような）すべての非負整数 i と u は {\displaystyle T_{u}\cdot \left(J\left(R\right)\right)^{i}\subseteq T_{u-i}} を満たすことが示される。これを u = i = k として適用すれば、結果が得られる。）しかしながら、一般にはジャコブソン根基は環の冪零元のみからなるとは限らないことに注意せよ。

- R が可換で、体か Z 上の代数として有限生成であれば、J(R) は R の冪零根基と等しい。

- （単位的）環のジャコブソン根基はその最大の余剰右（同値であるが、左）イデアルである。